# Ondřej Kúdela
Ondřej Kúdela (Pitín, 26 marzo 1987) è un calciatore ceco, difensore del Viktoria Žižkov.

## Caratteristiche tecniche
Mediano, può giocare anche come terzino destro.

## Carriera

### Club
Ha giocato nella prima divisione ceca ed in quella indonesiana.
È stato squalificato, nell'aprile 2021, dalla UEFA per 10 turni nelle competizioni europee per comportamento gravemente razzista ed antisportivo per le azioni commesse nella partita tra Slavia Praga e Rangers del precedente 18 marzo quando avrebbe dato della "scimmia" all'avversario finlandese - ma di origine della Sierra Leone - Glen Kamara, coprendosi anche la bocca. Per la medesima ragione non è stato convocato per gli europei del 2021.

### Nazionale
Ha giocato Grecia-Repubblica Ceca (1-0), amichevole del 5 febbraio 2008.

## Palmarès

### Competizioni nazionali
- Coppa della Repubblica Ceca: 3

Slavia Praga: 2017-2018, 2018-2019, 2020-2021
- Campionato ceco: 3

Slavia Praga: 2018-2019, 2019-2020, 2020-2021